# کانگ سوک وو
کانگ سوک وو (کره‌ای: 강석우؛ زادهٔ کانگ مان هونگ در ۱ اکتبر ۱۹۵۷) بازیگر اهل کره جنوبی است. او حرفهٔ بازیگری خود را در سال ۱۹۷۸ در فیلم کیم سو یونگ به نام یوسو (تنهایی سفر) آغاز کرد و اولین نقش خود در یک درام کره‌ای را در مردم معمولی سال ۱۹۸۲ انجام داد. کانگ در دههٔ ۱۹۸۰ بیشترین فعالیت را در سینما داشت اما از سال ۱۹۹۵ به‌طور انحصاری در تلویزیون فعالیت کرده‌است. او همچنین آثار هنری خود را در چندین نمایشگاه به نمایش گذاشته‌است.